# احمد کیا
احمد کیا یکی از بازیکنان فوتبال ایران است. این بازیکن در طول در دوران حضورش، در تیم‌های مختلفی من‌جمله فولاد یزد مشارکت داشته‌است.